# 沈震
沈震，吴兴郡乌程县（今浙江省湖州市）人，秘书监沈易直之子，睿真皇后之兄，旧唐书谓之沈易直第二子。

## 先世
沈震出自吴兴沈氏，家族世代为显贵的豪门世族，沈震的六世祖沈勰是南梁的安陆郡太守，带领族人归附北周，周武帝宇文邕娶其女为皇后，册拜沈勰为尚书左仆射，在鄠杜赐给沈家田宅。沈震的高祖沈琳是隋朝水部郎中、大理卿，曾祖沈士衡是唐朝陕州司马，祖父沈介福是尚书司封员外郎、试任长安县县令，父亲沈易直是秘书监。沈震另有堂伯父为唐代书法家冀州刺史沈从道，伯父沈易从为钱塘县丞。根据颜真卿《吴兴沈氏述祖德记》一文及沈易从墓志，可知沈震为吴兴沈氏自海昏侯沈戎算起的过江二十叶孙。

## 生平
沈震于两唐书无个人传记，其生平经历零散见于颜真卿与其妹睿真皇后传记以及其他出土墓志、唐代文献。有关沈震最早的记录出现在安史之乱时期的唐肃宗至德元年，沈震彼时为平原郡防御使加河北采访使颜真卿的判官，宪衔为殿中侍御史。沈震与盐山尉穆宁、武邑尉李铣、清河主簿张澹、清池尉贾戢，各抒器能，助颜真卿守平原郡，抵御安禄山的叛乱。由御史台精舍碑题名铭文可知沈震之后还升迁至侍御史。此后沈震一直与颜真卿驻守河北，直到至德元年冬十月颜真卿不敌尹子奇与史思明的围攻，不得不弃守平原郡，渡河南去。至德二年四月，颜真卿到达凤翔拜见唐肃宗，而沈震与颜真卿是否同行则不得而知。由于沈震子沈亢曾担任过“神武卫兵曹参军“，这一至德后唐肃宗专为元从、扈从他至灵武的官宦子弟所设官职，则沈震有可能同颜真卿一同前往凤翔，此后驻跸唐肃宗左右。
有关沈震的第二个记录出现在《唐尚书省郎官石柱》上，沈震曾为金部员外郎，此当为至德元年十月以后之事。至唐代宗大历八年，颜真卿作《吴兴沈氏述祖德记》中再次提到沈震，颜真卿称沈震为御史中丞。沈震因吴兴沈氏于金鹅山上的祖坟年久失修，特移牒湖州刺史出资修葺，后由族人沈怡受代宗皇帝之命，领权检校宗事之衔负责修缮之事。根据近年新出沈震第六子沈权墓志记载，沈震生前除了御史中丞、秘书少监外还担任过左谏议大夫。御史中丞、谏议大夫在唐代均属要职，加之沈震第四子沈亢年未满20岁就已经以门荫释褐恒王府参军为官，可见沈震在唐肃宗、唐代宗两朝十分受器重。
沈震妻子为阴山郡夫人胡也氏，中古时期鲜卑、突厥、回鹘等塞北民族归化中原王朝后，常以阴山为自己的郡望，胡也氏可能为突厥或回纥人。
唐德宗即位后，追赠秘书监沈易直为太师，秘书少监沈震为太尉。由此可知沈震应当在唐代宗在位时已经去世。

## 后人
沈震嗣子沈房在建中时期为屯田郎中，后以外戚身份擢升太常少卿、兼御史中丞，并于兴元元年为入蕃计会及安西、北庭宣慰使，与吐蕃会盟，交割土地。此后沈房升任金吾将军，主沈氏之祠。
在《沈参军李氏墓志铭》中，晚唐文人沈亚之称沈房为从祖，可知沈亚之祖父为沈房的兄弟，沈亚之为沈震的曾孙。